# Bromheadia pulchra
Bromheadia pulchra es una especie de orquídea de hábito terrestre. Es originaria de Australia.

## Descripción
Es una orquídea de pequeño tamaño que prefiere el clima cálido, tiene hábitos terrestres con tallos erectos, luchando para erectos, aplanados, de color verde amarillento llevando hojas extendidas, rígidas y lineales, obtusas, con muescas apicales. Florece en casi cualquier época del año en una inflorescencia terminal, erguida de 10 a 20 cm de largo, el ápice un poco en zigzag, con varias flores que abren sucesivamente con amplia apertura de las flores.

## Distribución y hábitat
Se encuentra en el norte de Queensland en grupos desordenadas entre matorrales bajos de juncos a elevaciones de nivel del mar hasta 200 metros.  

## Taxonomía
Bromheadia pulchra fue descrita por Rudolf Schlechter y publicado en Repertorium Specierum Novarum Regni Vegetabilis, Beihefte 1: 367. 1912.
Etimología
 Bromheadia: nombre genérico otorgado en honor del botánico amateur inglés Edward French Bromhead entusiasta de las plantas de 1800.
pulchra: epíteto latino que significa "bonita".
Sinonimia
- Bromheadia venusta T.E.Hunt	[4][5]